# Iosif Varga
Iosif „Piți” Varga (n. 4 decembrie 1941, București – d. 21 mai 1992) a fost un fotbalist român.
A jucat la Dinamo București între anii 1951 și 1970, evoluând în 120 de meciuri în Divizia A și marcând 29 de goluri.
Cu Dinamo a câștigat 4 titluri de campion și 3 cupe. A fost antrenor la grupele de copii și juniori ale lui Dinamo, unde i-a descoperit, printre alții, pe Florin Răducioiu, Ionuț Lupescu, Florin Tene, Bogdan Bucur, dar și pe Florin Bratu.
Iosif Varga a antrenat pentru o scurtă perioadă și echipa de seniori a lui Dinamo, în ediția 1984–1985.
Ultimul sezon din cariera de jucător l-a petrecut la echipa germană Wuppertaler S.V.
Lângă Stadionul Dinamo București există un teren de antrenament numit în cinstea sa.
În memoria lui se desfășoară anual „Memorialul Piți Varga”, o competiție rezervată grupelor de copii și juniori.